# Château d’Armainvilliers

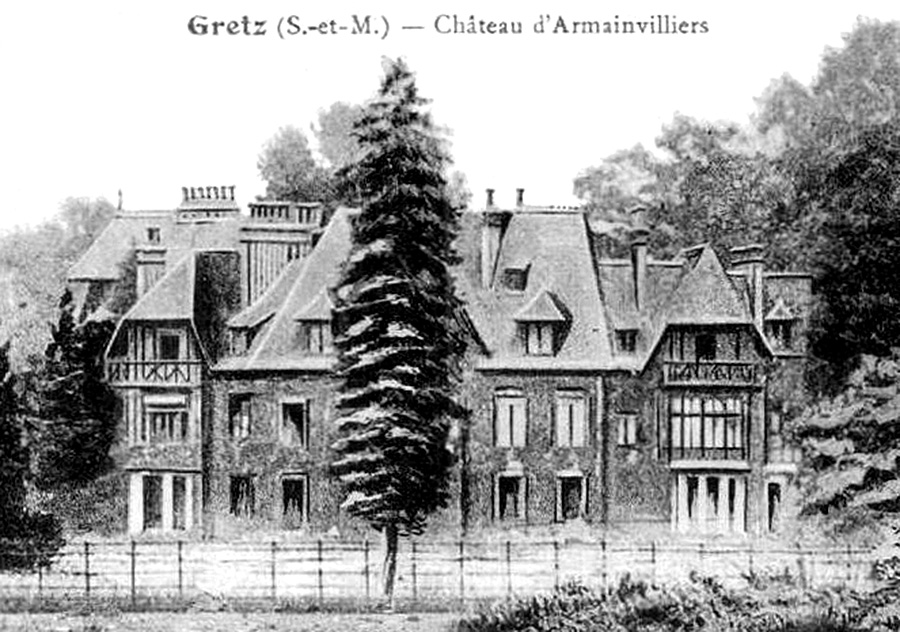
Château d’Armainvilliers, um 1900

Das Château d’Armainvilliers ist ein Adelssitz bei Tournan-en-Brie und Gretz-Armainvilliers, Département Seine-et-Marne. Es wurde erstmals im 12. Jahrhundert erwähnt. Es hatte eine Vielzahl von Besitzern. Ab 1877 gehörte es der Familie Rothschild. 1980 erwarb es Hassan II., König von Marokko. Im Jahre 2024 wurde es wieder zum Verkauf angeboten.